# Palazzo Loredan dell'Ambasciatore
Le Palazzo Loredan dell'Ambasciatore est un palais gothique de la fin du XVe siècle situé à Venise, qui appartenait autrefois à la noble famille Loredan. Situé dans le sestiere (quartier) de Dorsoduro, il s'appelle dell'Ambasciatore parce qu'il était offert comme résidence aux ambassadeurs de l'Empire autrichien auprès de la République par le Doge Francesco Loredan.

## Histoire
Un ancêtre Loredan, Antonio, était l'administrateur de Corfou. Celui-ci a vaincu les Turcs en 1716, avec le comte Johann Matthias von der Schulenburg, un général saxon. qui s'est installé à l'intérieur du palais de Loredan, avec 25 membres de son entourage et quatre gondoliers. Il était connu pour ses dîners  et sa collection d'art.
En 1752, un autre ancêtre, Francesco Loredan, un futur Doge, offrit le palais comme résidence à l'ambassadeur du Saint Empire romain germanique en échange de 29 ans de restaurations. Le premier ambassadeur impérial à y vivre fut le comte Philip Joseph Orsini-Rosenberg qui, après son arrivée à Venise, épousa Giustiniana Wynne, une amie proche de Giacomo Casanova. Le couple a résidé  au Palazzo Loredan dell'Ambasciatore pendant les premières années de  mariage.
Le palais fut la résidence de Charles de Bourbon et de son épouse Berthe de Rohan, duc et duchesse de Madrid et prétendant au trônes d’Espagne et de France à la fin du 19ème siècle. 
Le Palazzo Loredan dell'Ambasciatore appartient désormais à la famille Gaggia.

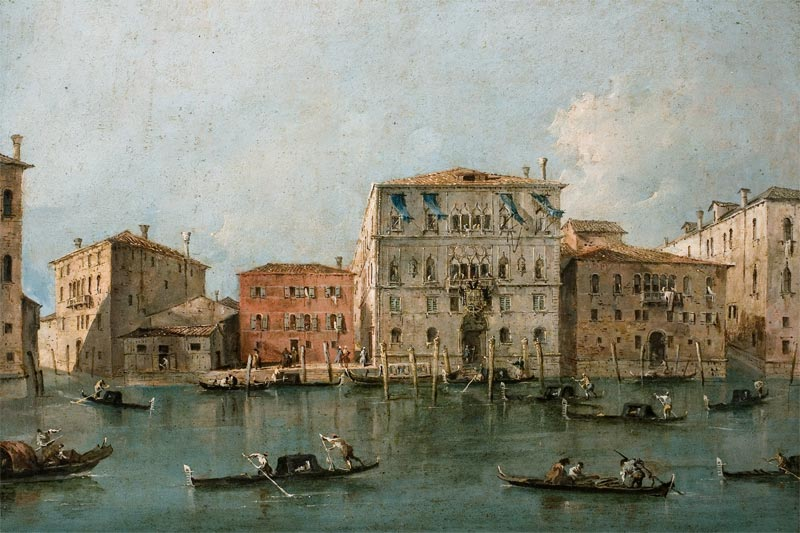
Palazzo Loredan dell'Ambasciatore, par Francesco Guardi, National Museum Wales.

## Description
Le bâtiment de style gothique a probablement été érigé vers 1470 et comporte trois étages à l'avant et un à l'arrière construit à une date ultérieure.
Le palais de forme carrée comporte deux étages nobles avec des polyphores superposés. Le rez-de-chaussée présente un portail ogival et deux niveaux de petites fenêtres à lancette simple.
Le premier étage présente une loggia, composée de quatre fenêtres à lancette avec des arcs en ogive délimités par des balustrades et des petites colonnes. L'étage noble présente les mêmes fenêtres à lancette simple, au centre il répète la fenêtre à quatre lancettes, sans les décorations. Sur les côtés il y a deux fenêtres ogivales à lancette simple de chaque côté, avec deux bas-reliefs figuratifs au centre représentant les armoiries des Lorédan.
Le deuxième étage comporte deux niches avec des écus de pages placées dans les espaces libres du mur, avec les deux fenêtres à une lancette.

Détails de la façade photographiés par Paolo Monti, 1969
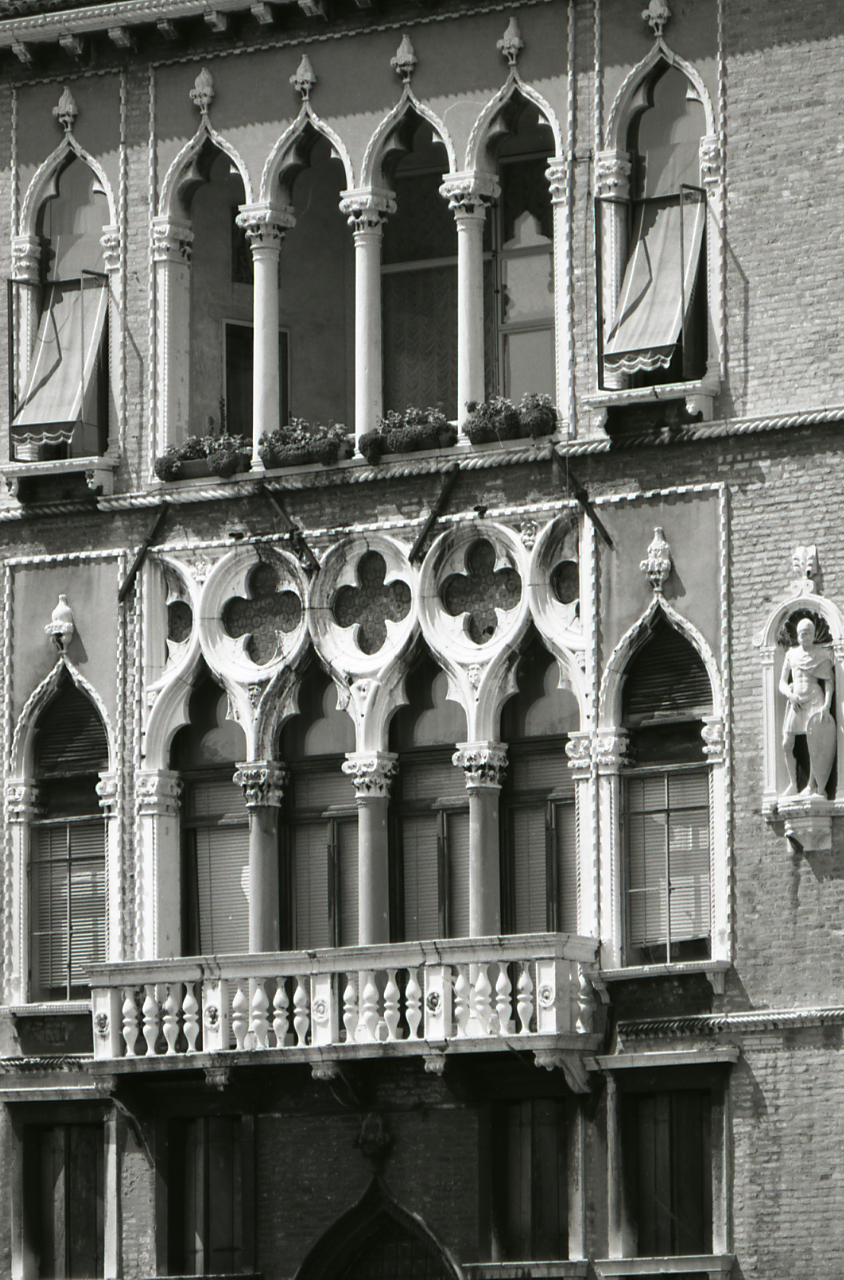
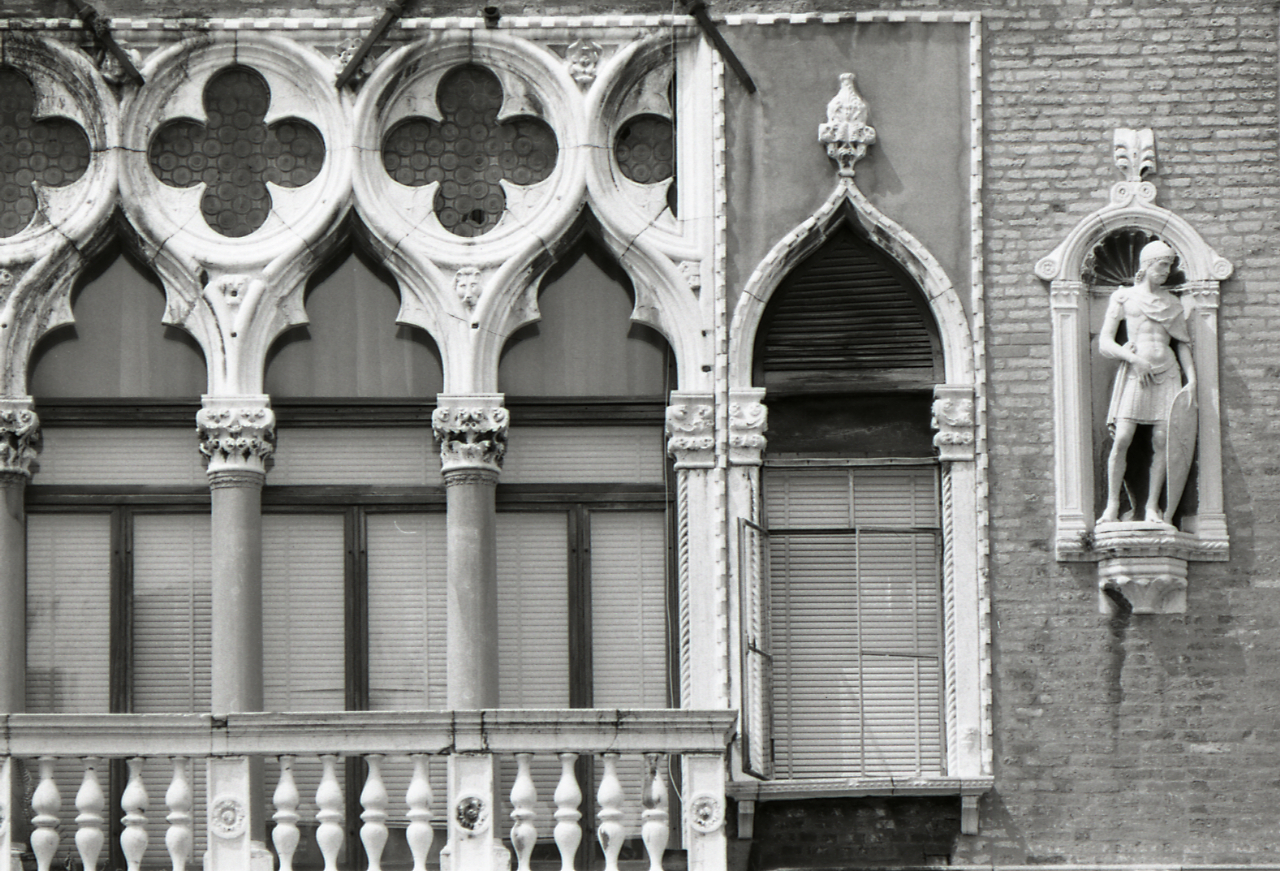